# أولو جيرفي
أولو جيرفي (بالسويدية: Ule träsk)‏ هي بحيرة كبيرة في فنلندا تقع في كاينو. تبلغ مساحتها 928 كيلومتر مربع (358 ميل مربع) وهي تعتبر خامس أكبر بحيرة في البلاد. البحيرة تنبع من نهر أولويوكي، والذي يتدفق باتجاه الشمال الغربي من البحيرة إلى خليج بوثنيه. وتحيط البحيرة ثلاث بلديات هي: فايلا وبالتمو وكايآني، حوالي 40 في المئة من البحيرة تقع في بلدية فايلا.

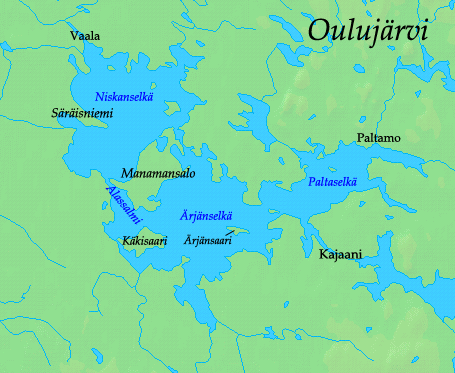
خريطةأولو جيرفي

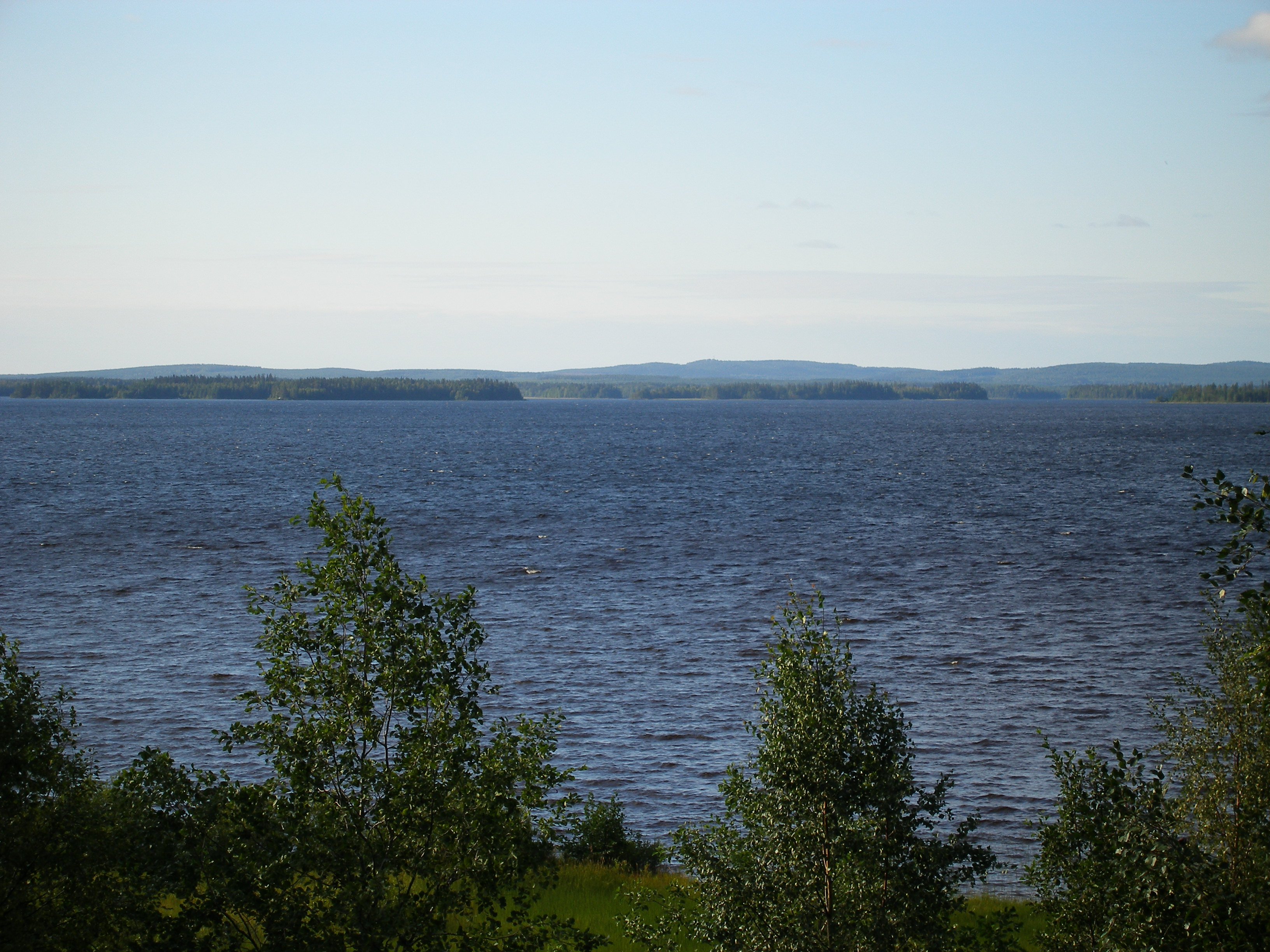
بحيرة أولو جيرفي

## وصلات خارجية
- Oulujarvi, Official tourism website
- Järviwiki Web Service (بالإنجليزية)

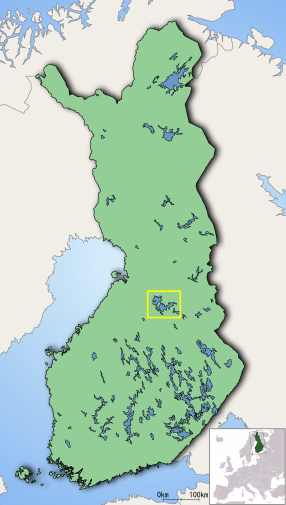
موقع أولو جيرفي في فنلندا